# Констанция Тулузская
Конста́нция Тулу́зская (исп. Constanza de Toulouse, фр. Constance de Toulouse; около 1180 — после 12 мая 1260) — королева Наварры, жена короля Санчо VII Сильного.
Констанция была дочерью графа Раймунда VI Тулузского) и его второй жены Беатрисы де Безье.
В 1195 году она вышла замуж за Санчо VII Наваррского, однако в 1200 году они развелись. После аннулирования брака Констанция снова вышла замуж за Пьера V де Бермона, сеньора Андюза.
Во втором брака Констанция имела нескольких детей:
- Пьер (1204 — после 18 октября 1254), преемник отца
- Раймунд, предок баронов де Флорак
- Бермонд, предок баронов де Кейла
- безымянная дочь, выданная за Гуго де Мирабель
- Беатрикс, жена Арно де Рокфайль
- Сибилла (ум. после 9 июня 1279), жена Барраля де Бо, по линии которого её потомками были Фердинанд II Арагонский и Изабелла I Кастильская